# Gruber Mátyás
Gruber Mátyás (Lana, 1826. április 9. – Kalocsa, 1912. március 21.) szerzetes.

## Életpályája
Szülei: Gruber Mihály és Part Mária voltak. 1844-ben az osztrák rendtartományba lépett be. 1854-ben szentelték pappá. 1856-ban Baumgartenben a harmadik próbaévvel fejezte be képzését a rendben. 1857-től középiskolában tanított. 1861. augusztus 15-én fogadalmat tett. 1867–1870 között Kalocsán először retorikát oktatott. 1883-ban fejezte be tanári pályáját Linzben. Ezután renden belüli feladatokat látott el lelkivezetőként és gyóntatóként. 1896–1912 között Kalocsán élt.
Főleg írással foglalkozott. Szent és szent életű rendtagok életét írta meg a kor stílusában.

## Művei
- Leben und Wirken des P. P. de Ribadeneira (Regensburg, 1885)
- Handbüchlein zur Verehrung der heiligst. Kindheit. J. Ch. (Regensburg, 1890)
- Gustav Marlier (Innsbruck, 1893)
- Lebensbild des Gustav Martini (Innsbruck, 1895)
- Leben des seligen Bernardino Realino (Regensburg, 1896)
- Leben und Wirken des Cl. de la Colombière (Zágráb, 1899)
- Wunderbares Leben des hl. Stanislaus Kostka (Freiburg, 1902)
- Kosztka Szent Szaniszló, az elsőáldozók védőszentje (Kalocsa, 1903)
- Der Armen-Seelen-Freund (Klagenfurt, 1903)